# Mairie

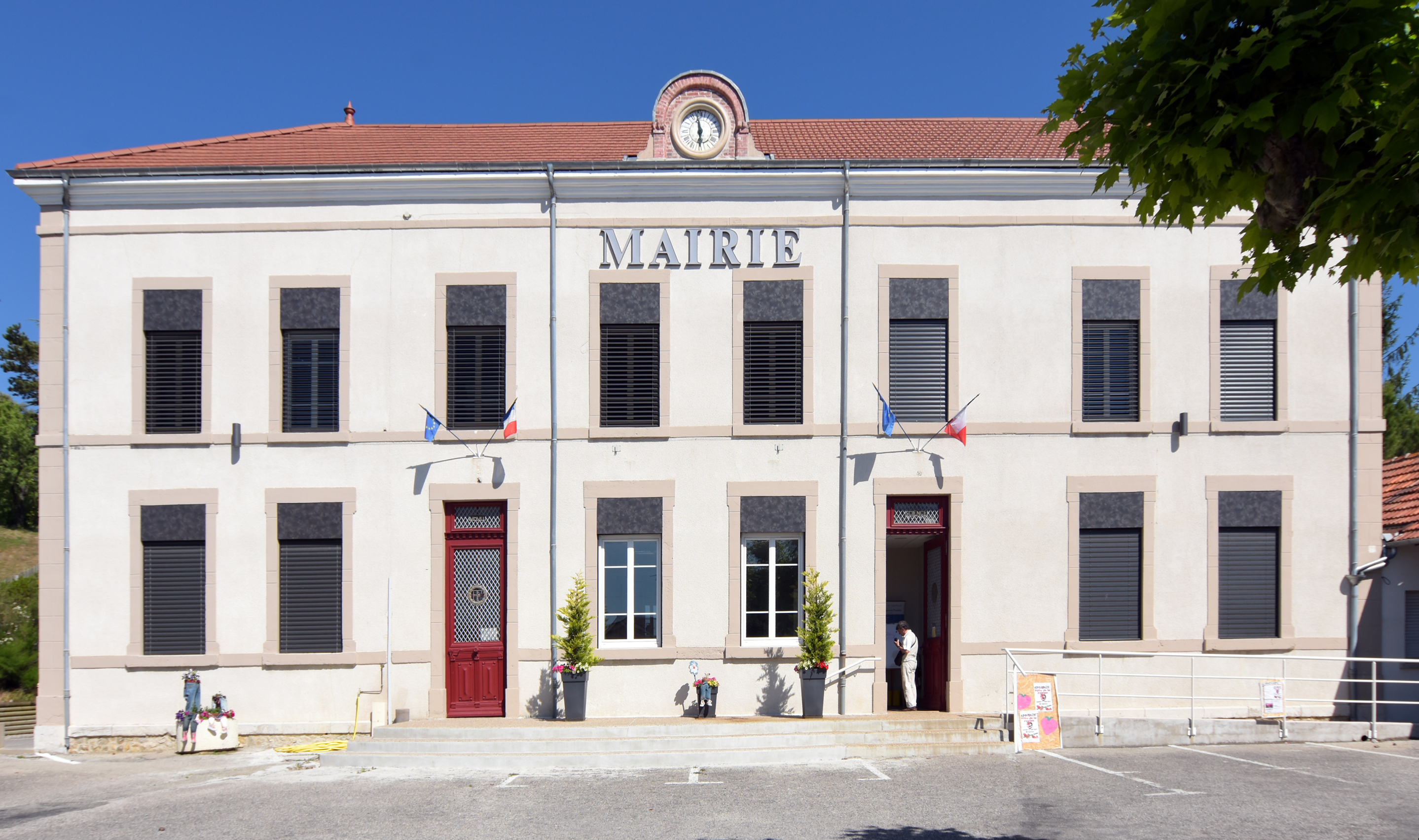
Die Mairie in Épinouze (Département Drôme), 2017

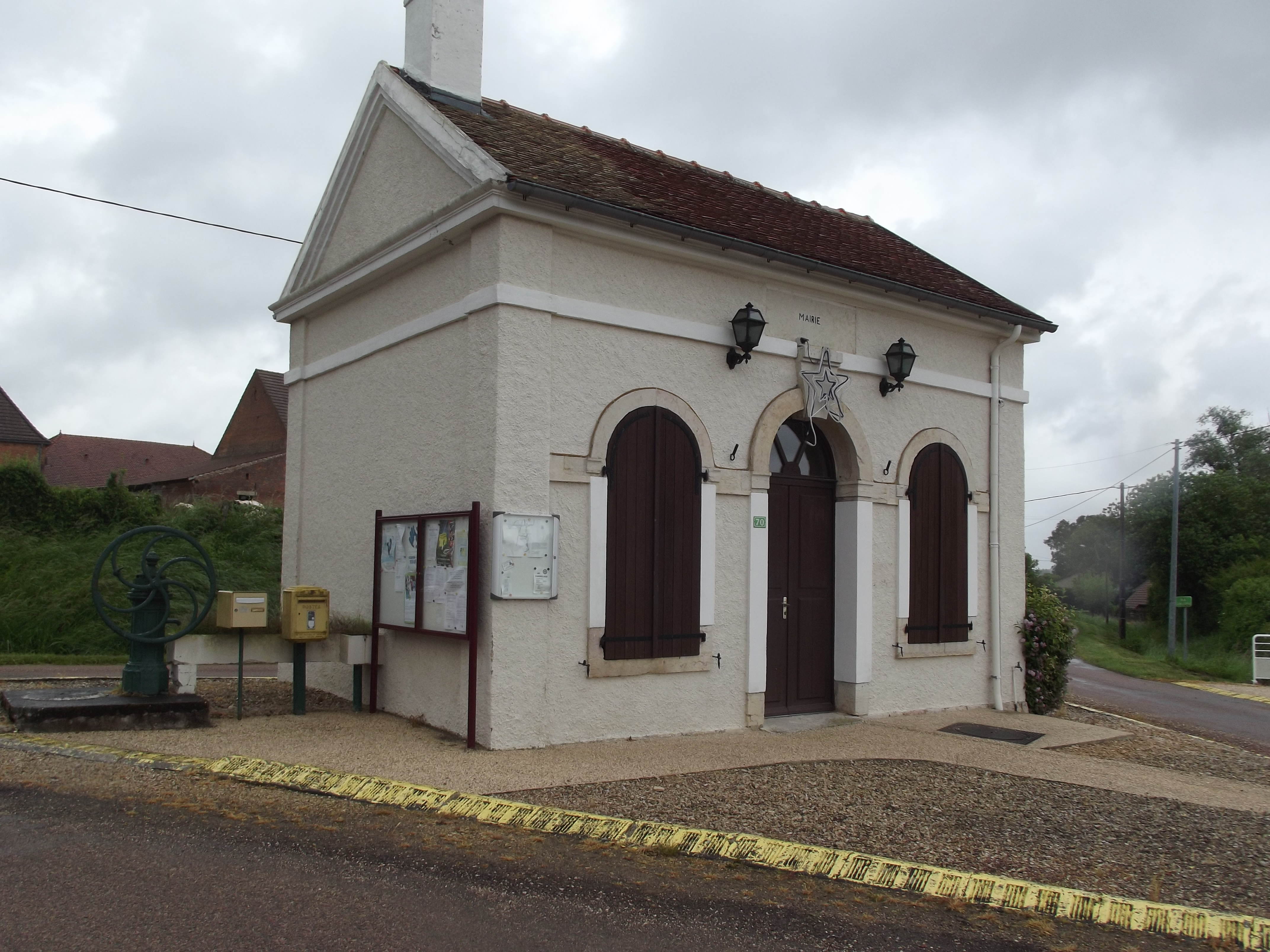
Mairie von Clux (Département Saône-et-Loire)

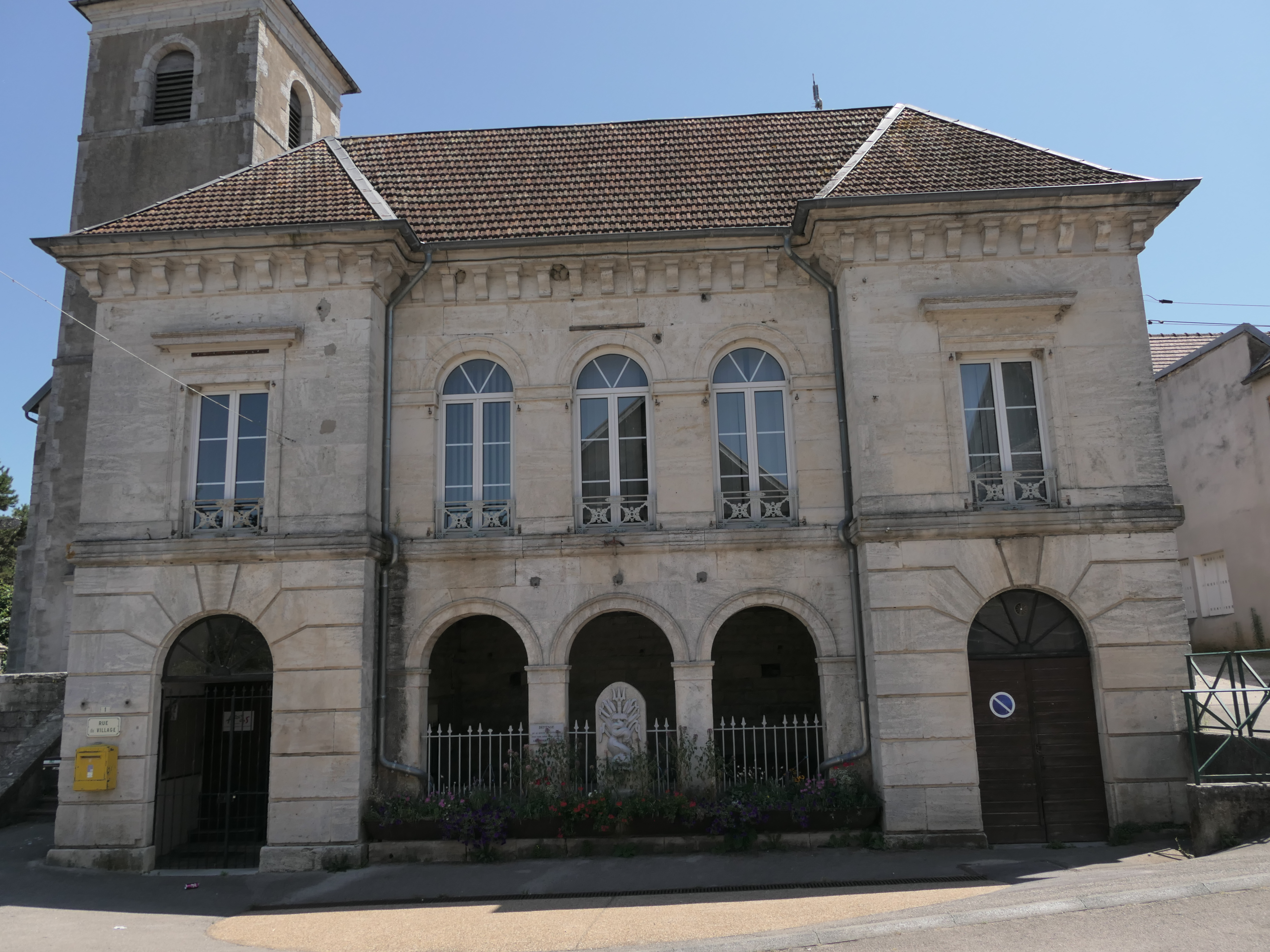
Mairie in Cussey-sur-l’Ognon (Département Doubs) von 1840, das Gebäude ist im Erdgeschoss ein Waschhaus, eine Mairie-lavoir

Mairie (fem., deutsch Bürgermeisteramt, Bürgermeisterei) steht in Frankreich und in anderen frankophonen Gebieten einerseits für das Amt (Behörde) des Bürgermeisters (französisch maire), andererseits in Gemeinden ohne Stadtrecht und in den kommunalen Arrondissements größerer Städte für das Gebäude, in dem das Bürgermeisteramt und die Gemeindeverwaltung untergebracht sind und in dem der Gemeinderat tagt. Die offizielle Bezeichnung der mairies der kommunalen Arrondissements ist mairie d’arrondissement. Vielerorts beherbergt die mairie weitere kommunale Einrichtungen wie beispielsweise das Standesamt, das Katasteramt und dergleichen mehr. Diesem Gebäude entspricht in Städten mit Stadtrecht das Hôtel de ville (Rathaus), in kleineren Ortschaften Frankreichs und der frankophonen Schweiz, denen kein Bürgermeister vorsteht, das maison communale genannte Gemeindehaus.
Das Wort (von lateinisch maior, frz. maire, dt. „Bürgermeister“) ist seit dem 13. Jahrhundert belegt und kam im 14. Jahrhundert in der Abwandlung mairerie vor.
Eine Sonderform der Mairie ist die Mairie-lavoir, sie ist unten ein Waschhaus mit Brunnen, während sich oben die Räume der Verwaltung befinden. Im ländlichen Frankreich findet sich zudem überaus häufig die Kombination von mairie und Schule, sie wird gemeinhin als Mairie-école bezeichnet.

## Napoleonische Zeit

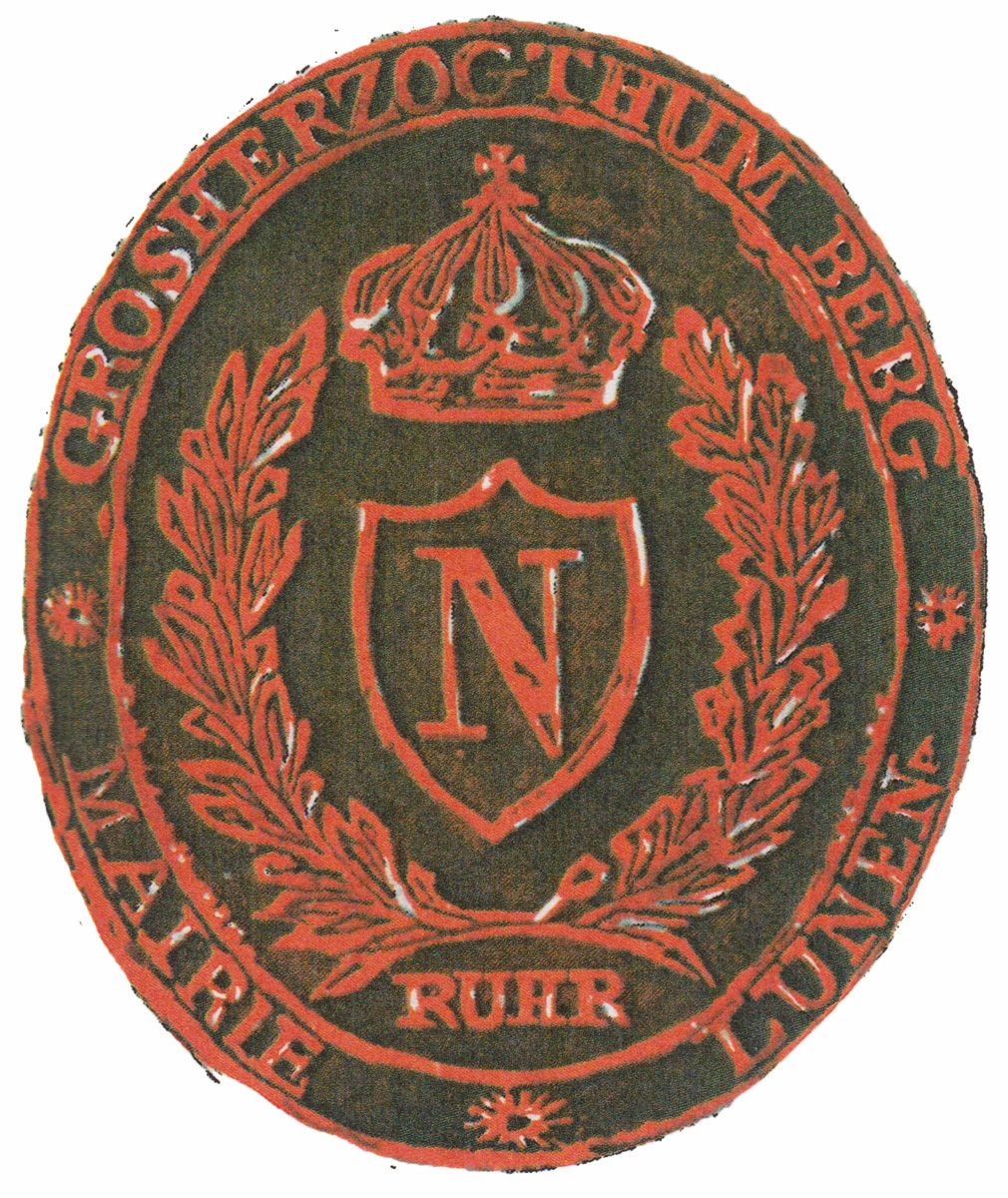
Siegel der Mairie Lünen mit Napoleon-Emblem, um 1813

Als Mairie wurde auch die unterste französische Verwaltungseinheit auf dem Gebiet des linken Rheinufers während der Zugehörigkeit zum französischen Staatsgebiet (1798–1814) sowie im rechtsrheinischen Großherzogtum Berg und dem Königreich Westphalen (beide 1806–1813) bezeichnet. Die Gemeindestrukturen im Rheinland, insbesondere im linksrheinischen Teil, waren bis zur Kommunalreform in den 1970er Jahren häufig noch durch die damals geschaffenen Verwaltungseinheiten geprägt. Die Gebiets- und Verwaltungsstrukturen der Kurfürsten- und Herzogtümer etc. wurden von den Franzosen zerschlagen und völlig neu strukturiert. Die Gliederung in Mairie, Kanton, Arrondissement und Département entsprach etwa der heutigen französischen Verwaltungsstruktur (Collectivité territoriale). 
Nach der Niederlage Napoleons wurden die „zurückeroberten“ Länder 1814 in Gouvernements eingeteilt und übergangsweise verwaltet, wobei die französischen Amtsbezeichnungen in deutsche Titel umgewandelt wurden. Aus der „Mairie“ wurde die Bürgermeisterei – die französische Munizipalverfassung aber blieb in vielen Teilen unangetastet weiter in Kraft, so z. B. in den preußischen Teilen (siehe Bürgermeisterei (Preußen)). Auch nach dem Wiener Kongress wurde die Munizipalverfassung größtenteils beibehalten, wie z. B. in Westfalen bis zur Einführung der dortigen neuen Landgemeindeordnung vom 31. Oktober 1841.